# Walther Kruspe
Walther Kruspe (* 22. Juni 1891 in Hagenau, Elsass; † 23. Juni 1983 in Stuttgart) war ein deutscher Architekt, Stadtplaner und kommunaler Baubeamter. Als Stadtbaurat bzw. technischer Beigeordneter der Stadt Saarbrücken entwarf er den ersten Generalbebauungsplan für die Stadt.

## Ausbildung und beruflicher Werdegang
An sein Studium an der Technischen Hochschule Stuttgart und an der Technischen Hochschule München schloss sich ein Referendariat an. Nach dem bestandenen 2. Staatsexamen im Hochbaufach und der anschließenden Ernennung zum Regierungsbaumeister (Assessor in der öffentlichen Bauverwaltung) folgte eine mehrjährige Assistenz bei Heinz Wetzel an der Technischen Hochschule Stuttgart im Bereich Städtebau und Siedlungswesen.
Nach seiner Tätigkeit als Büroleiter im Architekturbüro von Paul Bonatz und Friedrich Scholer von 1919 bis 1924 wurde Kruspe zum 1. August 1924 als Saarbrücker Stadtbaurat und Leiter der Hochbauverwaltung berufen sowie am 25. Februar 1930 zum Stadtoberbaurat befördert.
Zum 1. November 1935 trat Kruspe in die NSDAP ein (Mitgliedsnummer 6.922.115). Ab dem 12. Januar 1937 war er als hauptamtlicher Baudezernent für die Aufstellung des ersten Generalbebauungsplans für Saarbrücken verantwortlich.
Seine Tätigkeit in Saarbrücken umfasste die Erschließung neuer Wohngebiete, die Modernisierung und Erweiterung des Straßennetzes, die zweite Erweiterung des Rathauses St. Johann, die Planung des Flughafen-Empfangsgebäudes in St. Arnual (abgebrochen), des Milchhofs, des Schlachthofs, des Nussbergdenkmals, der Gärtnerei sowie die Erweiterungen von Schulen, Krankenhäusern, Schwimmbädern, Sport- und Grünanlagen und Wasserwerken.
Bedingt durch die Neuorganisation der Stadtverwaltung, bei der durch die Politik Nebeninstanzen in Saarbrücken geschaffen wurden, schied er im Juli 1939 freiwillig aus und wurde am 2. Dezember 1939 zum Kriegsdienst einberufen. Nach 1945 war er bei der Bauverwaltung der Stadt Stuttgart tätig.
Nach seinem Tod am 23. Juni 1983 wurde er auf dem Waldfriedhof Stuttgart beigesetzt. Sein Grab wurde 2003 eingeebnet.

## Bauten und Entwürfe

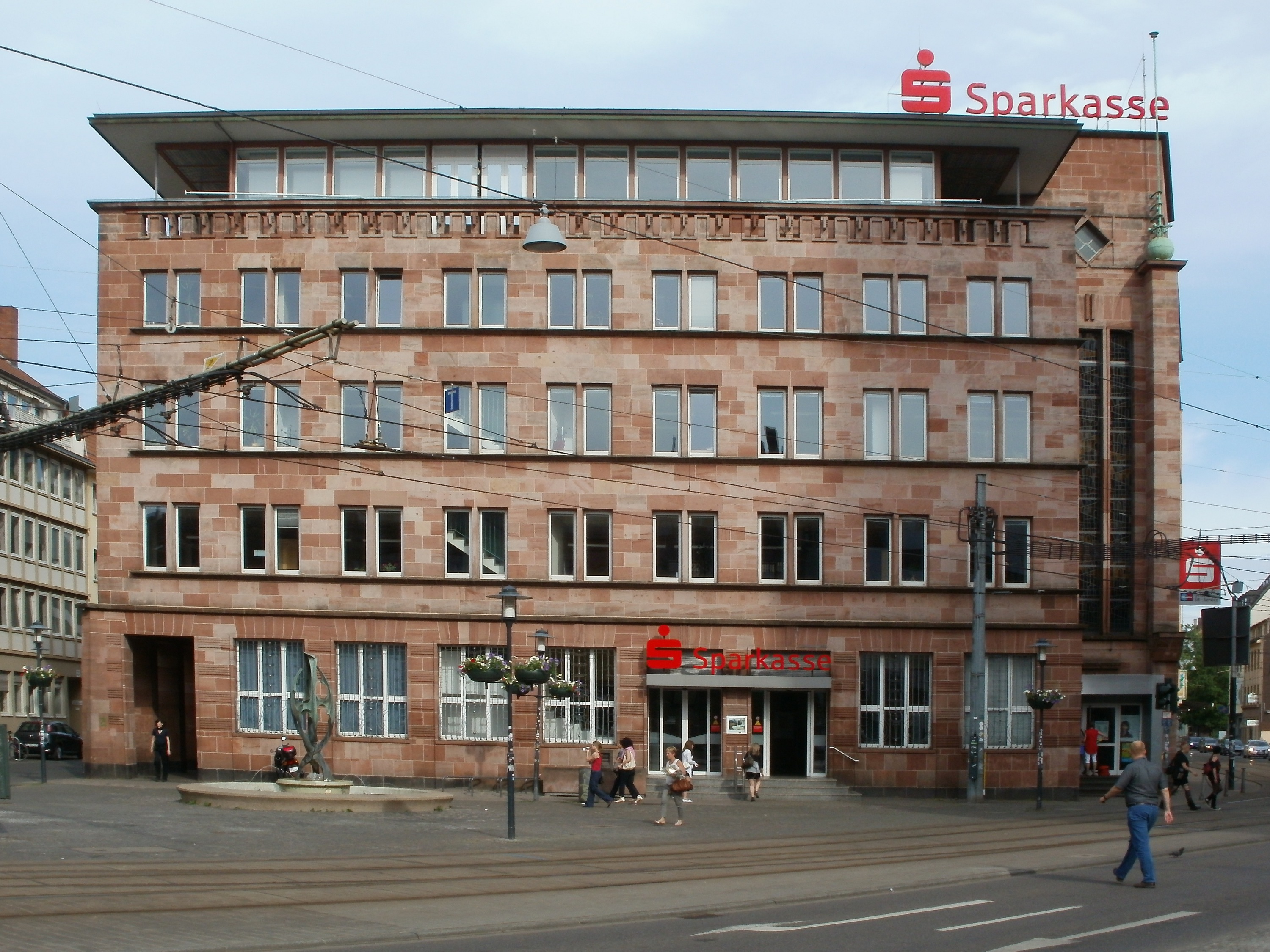
Ehemaliges Stadtsparkassengebäude mit Dach aus der Nachkriegszeit

- 1928–1929: Gebäude der Stadtsparkasse in Saarbrücken, Rathausplatz 9[3]
- 1928–1930: alte Einsegnungshalle mit Krematorium auf dem Hauptfriedhof Saarbrücken, Metzer Straße (unter Denkmalschutz)[3]
- 1929–1930: Mehrfamilienhäuser für die Bediensteten der Friedhofsverwaltung in Saarbrücken, Metzer Straße 150–164 (gemeinsam mit Lorenz P. Schmidt; als Ensemblebestandteil unter Denkmalschutz)[3]
- 1931: Nussberg-Denkmal (Gefallenendenkmal) in Saarbrücken, Lohmeyerstraße (unter Denkmalschutz)
- 1932: erster Generalbebauungsplan für Saarbrücken[1]
- 1934: Wasserbehälter in Saarbrücken, Metzer Straße (unter Denkmalschutz)[3]